# Oźwiena
Oźwiena è la dea dell'eco nella mitologia slava.
La sua figura è connessa alla divulgazione dei discorsi e delle azioni degli uomini. Come dea del pettegolezzo era in grado di udire anche il più flebile sussurro. Incapace di mantenere i segreti, rendeva note a tutti le confidenze degli amanti e le conversazioni intime e private. Se provava antipatia per qualcuno, distorceva e falsava i suoi discorsi facendo nascere dicerie sul suo conto. Come dea della fama e della gloria spargeva nel mondo il racconto delle gesta eroiche di guerrieri e sovrani. Al servizio di Peklenc diffondeva le urla dei dannati come avvertimento per gli uomini. Si diceva che fosse la compagna del dio Veles (o Volos). È una figura affine alla dea Eco della mitologia greca.